# Saturation (colorimétrie)
Pour les articles homonymes, voir Saturation.

Dégradé de rouge : saturation croissante vers le haut.

En colorimétrie, la pureté d'excitation, la pureté colorimétrique, la chromaticité ou chroma et la saturation sont des évaluations numériques de ce qui distingue une teinte d'un gris qui serait aussi lumineux.
Pour les luminosités moyennes à élevées, ces mesures correspondent à la vivacité ; une couleur hautement saturée est vive et intense tandis qu'une autre moins saturée paraît plus terne et grise. Une saturation élevée avec une faible luminosité correspond à une couleur profonde. Avec la saturation très faible, une couleur est un blanc, un gris ou un noir.
La pureté s'emploie en colorimétrie de base. Toute couleur peut s'analyser en l'addition ou en la soustraction d'une lumière monochromatique à de la lumière blanche. La pureté est le rapport de la quantité de lumière monochromatique au total. Des couleurs sombres peuvent avoir une pureté élevée. Le diagramme de chromaticité montre la disposition des teintes indépendamment de la luminance ; cette chromaticité est un doublet (x, y).
La chromaticité ou chroma est l'intensité de la coloration dans les espaces chromatiques conçus pour que l'écart entre les points représentatifs des couleurs corresponde à l'écart perçu entre les couleurs. La chromaticité est la distance du point représentatif d'une couleur à celui de l'illuminant à la même luminosité. Dans l'espace CIE L*u*v*, la saturation est définie comme le rapport du chroma à la clarté.
La saturation s'emploie dans les systèmes de synthèse des couleurs. Ces systèmes utilisent généralement trois couleurs primaires, dont les caractéristiques limitent le domaine des couleurs qu'ils peuvent reproduire. La saturation exprime alors l'intensité de la coloration par rapport au maximum possible dans le système. La saturation est l'une des coordonnées dans les systèmes de description de couleurs informatiques Teinte Saturation Luminosité (TSL).

## Terminologie
La colorimétrie se donne pour objectif de faire correspondre les termes descriptifs du langage avec des mesures physiques. En colorimétrie, on estime qu'on ne peut obtenir une couleur plus colorée qu'une lumière monochromatique, qu'on dit aussi couleur pure. La pureté situe la coloration entre cette lumière et la lumière blanche, achromatique (sans couleur).
Le terme saturation se réfère en général aux situations où, quoi qu'on fasse, on ne peut obtenir d'un système plus que ce qu'il fournit déjà.
En 1948, la Commission internationale de l'éclairage jugeait utile de différencier les termes des mesures des sciences de la couleur, entre la physique, indifférente aux perceptions, la colorimétrie, pondérant ces mesures avec des coefficients représentant la perception humaine, et la psychologie, basée sur l'évaluation humaine d'échantillons, sans référence à des mesures physiques. Dans cet ensemble, la radiance (grandeur physique) trouve son équivalent dans la luminance (grandeur photométrique et colorimétrique) et dans la clarté (classement psychologique) ; la chromaticité, ensemble de deux valeurs colorimétriques comprenant longueur d'onde dominante et pureté, a comme équivalent psychologique la chromie, terme proposé à cette époque et qui n'a pas eu de succès, comprenant la tonalité (plus souvent dite teinte de nos jours) et la saturation.
Dans le contexte du codage informatique des couleurs, la précision des définitions est moins nécessaire. La simplicité des calculs est souvent plus importante que l'exactitude visuelle de la production des couleurs. La couleur résultant d'un code dépend en tout état de cause de la technologie des écrans ou imprimantes et de leur réglage.
Le terme saturation s'utilise donc dans ce contexte de façon assez appropriée, puisque d'une part, la grandeur en question s'y rapporte au maximum de pureté colorimétrique permise par le système, et d'autre part, il s'agit principalement de donner une indication sur la perception de la couleur produite.

## Colorimétrie

### Pureté
On observe que pour toute lumière, on peut trouver une lumière monochromatique et une lumière blanche qui, mélangées, forment une lumière qui ne peut se distinguer de celle d'origine.
- On dit que leurs couleurs sont métamères.
- On considère qu'une lumière monochromatique a une couleur pure. Les autres sont plus ou moins lavées de blanc.
- La longueur d'onde de la lumière monochromatique est la longueur d'onde dominante.

La colorimétrie se fonde sur la loi d'Abney, qui postule la linéarité des relations entre grandeurs physiques et perceptions colorées. De ce fait, le mélange lumineux peut être caractérisé par addition de la grandeur utilisée pour la mesure (quelle qu'elle puisse être : luminance, flux lumineux, etc.).

### Pureté colorimétrique
Pour une lumière donnée, on trouve une lumière métamère composée d'une lumière monochromatique de luminance visuelle Lλ et d'une lumière blanche de luminance visuelle Lb. On appelle pureté colorimétrique, et on note pc, le rapport,
{\displaystyle p_{c}={\frac {L_{\lambda }}{L_{\lambda }+L_{b}}}.}

### Chromaticité
Grâce au postulat de linéarité, et en considérant que la coloration est une grandeur indépendante de la luminosité, on peut représenter les couleurs, sans se soucier de leur luminosité, sur un diagramme de chromaticité. Ce type de diagramme place la coloration dans une surface limitée par la courbe des lumières monochromatiques et la droite des pourpres.
Les espaces de couleur CIE dérivent de l'évaluation d'une couleur par le mélange des primaires de mesure. Chaque rayonnement visible à une couleur métamère, qu'un triplet (rouge, vert, bleu) définit. Les valeurs du rouge sont négatives dans le cas où pour trouver une couleur métamère, on doit ajouter au rayonnement en essai une certaine quantité de rouge primaire. L'espace CIE XYZ 1931 applique une matrice de transformation linéaire au triplet (rouge, vert, bleu) de sorte qu'aucune valeur ne soit négative et que la valeur Y soit la luminance. Les valeurs X et Z dépendent donc uniquement de la coloration. Pour les disposer commodément sur un diagramme plan, on les divise par la somme (X+Y+Z). Le résultat est la chromaticité, qui est le couple (x, y) du diagramme de l'espace CIE xy.
Les valeurs de chromaticité n'indiquent pas avec évidence la couleur. L'illuminant D65 correspond à {x:0,31271, y:0,32902}.

### Pureté d'excitation

Pureté d'excitation sur le diagramme de chromaticité.

On montre facilement que la couleur métamère correspondant au mélange de deux lumières se trouve, dans le diagramme, sur la droite entre les deux points correspondant à ces lumières. Par conséquent, le point correspondant à une lumière se trouve sur la ligne entre le point de blanc, déterminé par la position de l'illuminant (conventionnel) et le point de la courbe extérieure correspondant à sa longueur d'onde dominante.

La pureté d'excitation est le rapport entre la distance du point blanc à celui représentant la couleur et la distance du point blanc au point de la courbe extérieure correspondant à sa longueur d'onde dominante.
Connaissant les coordonnées chromatiques (xb,yb) du blanc, les coordonnées chromatiques (xλ,yλ) de la couleur pure et les coordonnées (x,y) de la couleur étudiée dans le diagramme de chromaticité CIE 1931, la pureté d'excitation pe s’exprime
{\displaystyle p_{e}={\frac {x-x_{b}}{x_{\lambda }-x_{b}}}}ou {\displaystyle p_{e}={\frac {y-y_{b}}{y_{\lambda }-y_{b}}}}.
Lorsque le segment du blanc à la couleur se prolonge vers la droite des pourpres, la longueur d'onde dominante est négative, elle s'obtient sur la ligne des lumières monochromatiques à l'opposé. La pureté colorimétrique est alors le rapport des distances entre le blanc et la couleur et entre le blanc et la ligne des pourpres.
La pureté d’excitation et la pureté colorimétriques sont liées par la relation : {\displaystyle p_{c}=p_{e}{\frac {y_{\lambda }}{y}}}.

### Chroma et saturation
Les modèles linéaires de la colorimétrie de base offrent l'avantage de la simplicité, mais ils ont l'inconvénient de ne pas correspondre à la perception des couleurs. En particulier, la distance entre deux points dans l'espace des couleurs n'a pas de rapport avec la différence perçue entre leurs tons. Pour réduire cet inconvénient, la CIE a créé les espaces CIELUV, pour les lumières, et CIELAB, pour les surfaces colorées. Mais pour approcher la perception, et obtenir une distance homogène pour tous les seuils de différence de couleur, ces modèles ont abandonné la linéarité du modèle initial : ils se fondent sur la clarté ou luminosité. Les couleurs de même luminosité se définissent par leurs coordonnées u* (axe rouge–vert) et v* (axe bleu–jaune) ou a* et b*, selon le système. On peut facilement transformer ces coordonnées cartésiennes en coordonnées polaires, obtenant un module, la chroma, et un angle de teinte qui caractérisent la chromaticité. La chroma, c'est-à-dire l'écart entre la couleur et l'axe des gris, varie alors avec la luminosité et avec la teinte. Il partage ainsi des traits avec la notion commune de vivacité des couleurs. Les couleurs sombres sont moins « colorées », moins « vives », que les couleurs claires.
La saturation, dans l'espace CIELUV, est le quotient de la chromaticité par la clarté {\displaystyle s_{uv}={\frac {C_{uv}^{*}}{L^{*}}}}. Il n'existe pas de grandeur similaire pour le système CIELAB.

### Effet sur la perception
La colorimétrie postule la linéarité des perceptions et l'indépendance de leurs composantes, luminosité, teinte, saturation, mais celle-ci influe sur les deux autres par des effets qu'on doit négliger pour établir la colorimétrie de base.
L'effet Abney constate que la teinte varie lorsqu'on ajoute du blanc à la lumière monochromatique, diminuant la saturation. Cet effet varie selon la teinte. Il se traduit par le fait que les lignes d'égale teintes sont courbes sur le diagramme de chromaticité.
Le phénomène de Helmholtz-Kohlrausch indique qu'à luminance égale, la luminosité perçue d'une lumière colorée augmente avec la saturation.

## Codage informatique des couleurs
Les systèmes de description des couleurs informatiques, comme Teinte–Saturation–Lumière, décrivent la couleur par les proportions de couleurs primaires de l'écran ou de l'imprimante. La nuance obtenue varie selon la technique de fabrication de ceux-ci, qui détermine la position des primaires dans le diagramme de chromaticité et ainsi les limites du gamut. La saturation est, dans ce cas, une valeur relative au maximum qu'on puisse obtenir avec le gamut du système. Elle est égale à 1 quand une des composantes primaires est à zéro ; elle égale à zéro quand les trois composantes sont égales, et en général égale au quotient de la différence entre composantes la plus forte et la plus faible, par la composante la plus faible. Souvent, on code la valeur de 0 à 1 en pourcentage ou de 0 à 255 (sous-entendu, deux-cent-cinquante-cinquièmes) pour un codage sur 8 bits.
Les systèmes de transmission vidéo transmettent, dans la plupart des cas, un signal de luminance, et un signal de chrominance qui indique la différence de la couleur avec le gris. La phase du signal de chrominance exprime la teinte, et son amplitude la saturation brute.
Dans le cas de l'informatique, comme dans celui du signal vidéo, la pureté colorimétrique de la couleur obtenue ne peut se déterminer simplement à partir de la valeur de la saturation. La pureté d'exitaion est comprise entre 0 quand la saturation est nulle, et une valeur maximale variable selon la longueur d'onde, quand la saturation est de 100 %. Entre les deux, les ajustements de contraste, de niveau de noir et de correction gamma de l'écran déterminent la courbe de correspondance entre saturation et pureté colorimétrique.

## Usages de la saturation

### Arts plastiques
La peinture pose des matières colorées sur un support, dont le blanc fixe la plus grande luminosité possible, les couches absorbant de la lumière. Plus la couche renvoie une portion étroite du spectre lumineux, plus la couleur est pure, mais aussi plus elle est sombre. Les couleurs qu'on dit vives sont claires et colorées, elles sont par nécessité moins pures qu'une couleur profonde de même teinte. Les qualités d'une couleur vue sont liées à la fois à sa clarté et à sa pureté. Les termes du langage d'atelier se rattachent en général plus directement aux « couleurs » que sont les pâtes colorées. Les couleurs franches s'opposent à celles qui sont lavées ou dégradées par mélange avec du blanc ou rompues ou rabattues par mélange avec du noir et du blanc ou une autre couleur ; les terres et les autres pigments dont on pourrait imiter la couleur par mélange d'autres pigment avec du blanc ou du noir ne sont pas des couleurs franches.
Au XXe siècle, l'enseignement de la couleur pour les arts plastiques utilise parfois le concept de saturation, au même titre que la luminosité et la teinte. Joseph Albers, artiste et enseignant, a intitulé Saturation certains de ses Hommages au carré. Il est pourtant très difficile de définir la saturation, sinon par métonymie : « plus une couleur rappelle la qualité claire et pleine de celle que renvoie un prisme, plus on dit qu'elle est saturée. En pratique, il peut être difficile d'identifier la saturation. », dont « le rapport avec la luminosité n'est pas mesurable, parce qu'elle est de nature psychologique. »
L'impression en quadrichromie donne une couleur qu'on peut dire « saturée » pour ce système lorsque le canal noir et au moins un des trois autres sont nuls, et le ou les canaux restants sont au maximum. La « saturation » peut aussi désigner la quantité maximale d'encre que le papier peut recevoir sans taches ni report sur les feuilles voisines.
Le système CIE L*a*b* définit la chromaticité plus rigoureusement. Pour une luminosité et une teinte données, le module de l'écart au gris mesure la coloration, tandis qu'une couleur optimale, matière idéale qui transmettrait complètement une portion continue du spectre, et rien d'autre, donne la limite supérieure de cette coloration. On pourrait utiliser ces relations pour définir une saturation. Mais les effets de la couleur dans les arts graphiques sont bien plus complexes que la réaction aux stimulus de la colorimétrie, et les praticiens se dispensent le plus souvent de cette rigueur.

### Associations de la saturation des couleurs
Les études de marketing et de publicité évaluent à quels sentiments les couleurs saturées s'attachent, de façon à adapter le style visuel de leurs annonces à un produit et un public. Certains chercheurs ont conclu que la luminosité et la saturation ont plus d'influence que le choix des teintes.

### Modification de la saturation globale

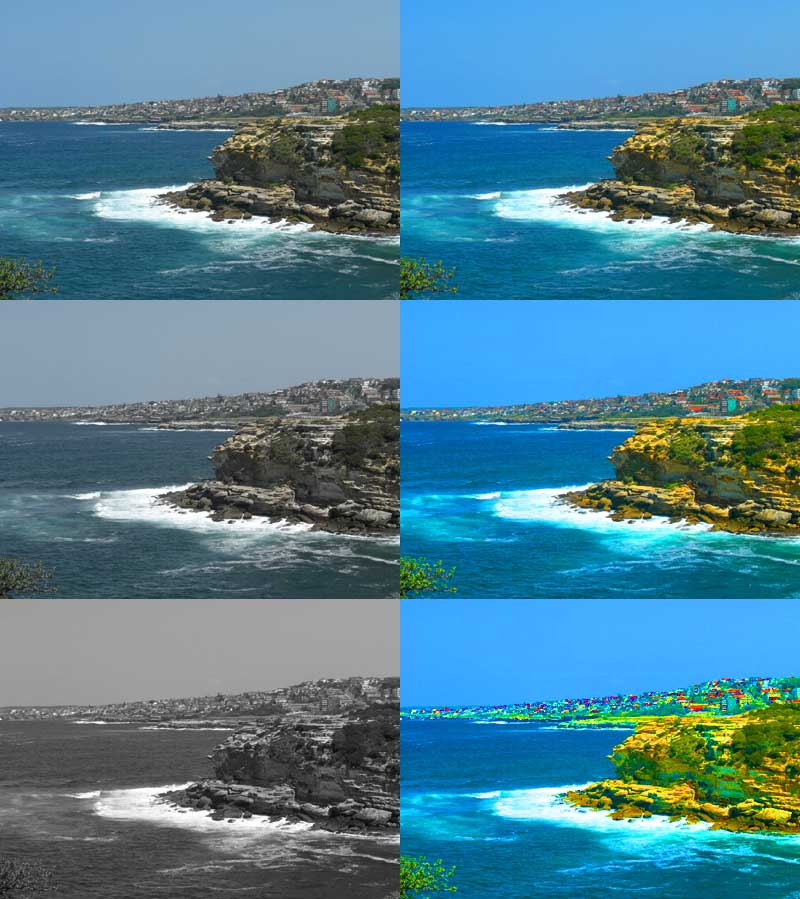
Différents niveaux de saturation d'une image.

Les logiciels d'édition graphique, comme les systèmes de contrôle de signal vidéo, permettent généralement de manipuler le niveau de saturation de l'ensemble d'une image.